# Thomas Anderson (Chemiker)

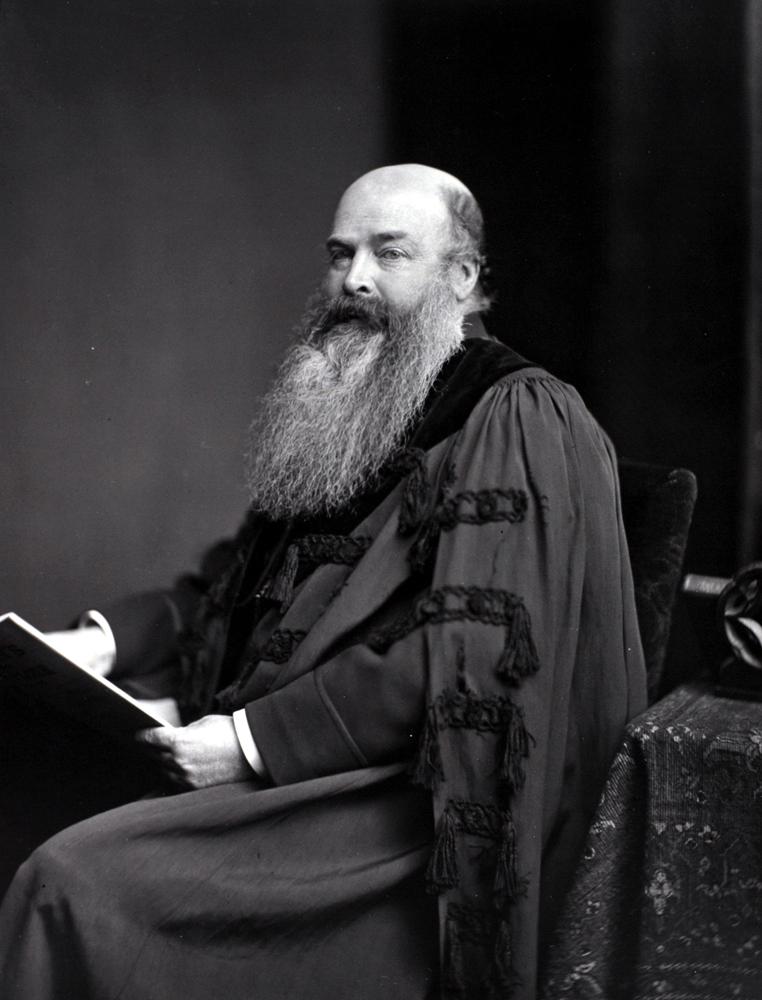
Thomas Anderson

Thomas Anderson (* 2. Juli 1819 in Leith, Schottland; † 2. November 1874 in  Chiswick) war ein schottischer Chemiker und Mediziner.

## Leben
Anderson studierte Medizin an der Universität Edinburgh und wurde dort 1841 promoviert. In den folgenden Jahren begann er weitführende Studien der Organischen Chemie in Schweden, Deutschland und Österreich und nahm nach seiner Rückkehr in Schottland eine Lehrtätigkeit an. 1852 erhielt er die Regius Professur of Chemistry an der Universität Glasgow als Nachfolger von Thomas Thomson (1772–1852). Seit 1845 war er Fellow der Royal Society of Edinburgh.
Neben seiner Lehrtätigkeit war Anderson Redakteur der Zeitschrift Edinburgh New Philosophical Journal und veröffentlichte Artikel zu ausgewählten Forschungsthemen. 1859 wurde er Vorsitzender der Glasgow Philosophical Society und 1867 Vorsitzender der chemischen Abteilung der British Association for the Advancement of Science. In Würdigung seiner Forschungsleistungen wurde Anderson 1872 mit der Royal Medal für Chemie ausgezeichnet. Basen in Dippels Tieröl. Das betraf vor allem seiner Forschungsergebnisse über Codein, die kristallisierten Bestandteile von Opium sowie über Piperin und Papaverin und seine Forschungen zur physiologischen und Tierchemie. Eine neurologische Erkrankung, bei der es sich um Syphilis gehandelt haben könnte, zwang ihn in den Folgejahren immer wieder zu längeren Genesungsphasen. Als die Krankheit weiter fortschritt, musste er 1874 seinen Lehrauftrag zurückgeben. Sein Nachfolger wurde John Ferguson (1838–1916). Anderson verstarb Ende desselben Jahres in Chiswick.

## Werk
Anderson entdeckte eine Reihe organischer Verbindungen, die er oftmals aus tierischem Material extrahierte oder destillierte. Hierunter sind zahlreiche heterocyclische Basen sowie Alkaloide, wie beispielsweise Pyridin oder Picoline, die er durch trockene Destillation aus Knochenöl, das sich durch starkes Erhitzen trockener Knochen bildet, erhalten hatte.

„Die erste dieser Basen, welche ich Pyridin nennen will, ist in der bei etwa 115 °C übergehenden Portion enthalten. Diese Portion besitzt einen dem des Picolins sehr ähnlichen, allein noch stärkeren und stechenderen Geruch. Sie ist vollkommen durchsichtig und farblos, und färbt sich in Berührung mit der Luft nicht. Sie ist in jedem Verhältniß in Wasser und leicht in flüchtigen und nicht flüchtigen Oelen löslich. In concentrirten Säuren löst sie sich unter starker Wärmeentwicklung, und bildet sehr leicht lösliche Salze mit denselben.“

## Bedeutende Schriften
- Elements of Agricultural Chemistry, 1860